# Charles Philip Yorke
The Right Honourable Charles Philip Yorke, PC, FRS, FSA (12 marzo 1764 – 13 marzo 1834), è stato un politico e ammiraglio britannico, Home Secretary dal 1803 al 1804 e Primo Lord dell'Ammiragliato del Regno Unito dal 1810 al 1812.

## Biografia
Yorke era il figlio secondogenito dell'Hon. Charles Yorke e nipote di Philip Yorke, I conte di Hardwicke.
Sua madre era Agneta, figlia di Henry Johnstone.
Suo fratello maggiore era l'ammiraglio Sir Joseph Sidney Yorke (1768–1831), il cui figlio succedette nel titolo di conte di Hardwicke.

## Carriera politica
Fu membro del Parlamento per il Cambridgeshire dal 1790 al 1810 e, successivamente, per il Liskeard dal 1812 al 1818.
Nel 1801 fu nominato Secretary at War nel governo guidato da Henry Addington, essendo poi nominato il 17 agosto 1803 all'Home Office, dove fu uno strenuo oppositore alle concessioni ai cattolici. Tenne questo incarico fino al 12 maggio 1804.
Nel 1810 si rese particolarmente impopolare attuando l'esclusione degli stranieri, inclusi i giornalisti, dalla House of Commons per effetto di un ordine permanente, che portò all'imprigionamento di Sir Francis Burdett, V baronetto, nella Torre e a rivolte a Londra.
Nello stesso anno, Yorke entrò nel governo di Spencer Perceval come Primo Lord dell'Ammiragliato.
Nel 1818 si ritirò a vita privata.

## Famiglia
Yorke sposò Harriott Manningham, figlia di Charles, nel 1790. Non ebbero figli.
Morì nel marzo 1834, il giorno dopo aver compiuto 70 anni.